# Hahm Eun-jung
Hahm Eun-jung (* 12. Dezember 1988 in Seoul) ist eine südkoreanische Schauspielerin, Sängerin und Mitglied der Girlgroup T-ara, die 2009 von Mnet Media gegründet wurde.

## Leben
Ham Eun-jeong wurde am 12. Dezember 1988 in Seoul geboren. Ihre Mutter war Klavierlehrerin, doch wurde später Eun-jeongs Managerin. Während ihrer Zeit in der Mittelschule nahm Ham Taekwondo-Unterricht und gewann drei verschiedene Wettbewerbe. Schon in ihrer Kindheit kam sie mit der Unterhaltungsindustrie in Berührung, indem sie 1995 an der „Little Miss Korea“-Wahl teilnahm.

### Karriere
1995 startete Hams Karriere als Kinderdarsteller in dem Jugenddrama 신세대 보고서 어른들은 몰라요 (Sinsedae Bogoseo Eoreundeureun Mollayo) des Fernsehsenders KBS. Danach hatte sie mehrere kleinere Rollen in Filmen, südkoreanischen Soaps und erschien in Werbeclips.
2007 erschien Ham in dem Musikvideo zu 가시리 (Gasiri) von SG Wannabe. Später trat sie in den Musikvideos zu F.T. Islands 천둥 (Cheondung), 한사람만 (Hansaramman) und 남자의 첫사랑은 무덤까지 간다 (Namjaui Cheotssarangeun Mudeomkkaji Ganda).
Zudem spielte Ham die Hauptrolle in Davichis Musikvideo zu dem Lied Time, Please Stop (시간아 멈춰라; Sigana Meomchwora), das am 6. Mai 2010 veröffentlicht wurde.
2010 spielte Ham ihre erste große Hauptrolle in der südkoreanischen Soap Coffee House. Die erste Episode wurde auf SBS am 17. Mai 2010 ausgestrahlt. Am 27. Juli 2010 endete sie Serie nach 18 Folgen.
Ham spielt in dem Thriller White (화이트) ihre erste Filmhauptrolle. Regie führten Kim Gok und Kim Sun und handelt von dem Aufstieg einer Girlgroup, sowie Konflikten und mysteriösen Vorfällen um die Gruppe. Der Film startet am 9. Juni 2011 in den südkoreanischen Kinos.

### T-ara
T-ara ist eine Girlgroup die von Core Contents Media (einem Tochterunternehmen von Mnet) produziert wird. Wie Jiyeon wurde auch Eunjung im Bereich „Schauspielerei“ ausgebildet.
T-ara debütierte offiziell am 28. Juli 2009 in der Late-Night-Show Radio Star, die von Mnet Media produziert wird und von MBC ausgestrahlt wird. Schon vor dem offiziellen Debüt steuerten T-ara einen Song zum Soundtrack der Fernsehserie Cinderella Man bei. Bis September 2010 war Ham Bandleader von T-ara, wurde jedoch von Boram abgelöst.

## Filmografie

### Filme
- 1998: A-rongs Big Expedition (아롱이의 대탐험)
- 2002: Madeleine (마들렌)
- 2005: The Beast and the Beauty (야수와 미녀)
- 2006: Ice Bar (아이스케키)
- 2006: The World of Silence (조용한 세상; 2006)
- 2008: Death Bell – Tödliche Abschlussprüfung! (고사: 피의 중간고사) als Kim Ji-won (김지원)
- 2011: White (화이트) als Eun-ju (은주)

### Fernsehen
- 1995: 신세대 보고서 어른들은 몰라요
- 2004: Little Women (작은 아씨들)
- 2004–2005: Age of Heroes (영웅시대)
- 2004–2005: Toji, the Land (토지) als Bong-soon (봉순)[16]
- 2005: Cute or Crazy (귀엽거나 미치거나)
- 2007–2008: The King and I (왕과 나)
- 2010: Coffee House (커피하우스) als Kang Seung-yeon (강승연)[9]
- 2011: Dream High (드림하이) als Yun Baek-hee